# Michael H. Weber
Michael H. Weber (13 de janeiro de 1978) é um roteirista e produtor de televisão estadunidense. Tornou-se conhecido por escrever, ao lado de Scott Neustadter, (500) Days of Summer (2009), The Pink Panther 2 (2009) e The Disaster Artist (2017), além das adaptações The Spectacular Now (2013), baseado no romance de Tim Tharp, e The Fault in Our Stars (2014) e Paper Towns, advindos de obras de John Green.

## Filmografia

### Cinema
- (500) Days of Summer (2009)
- The Pink Panther 2 (2009)
- The Spectacular Now (2013)
- The Fault in Our Stars (2014)
- Paper Towns (2015)
- The Disaster Artist[3] (2017)
- Our Souls at Night (2017)
- Where'd You Go, Bernadette (2018)
- Let It Snow[4]
- When You Were Mine[5]
- Rules of Civility[6]
- Looking for Alaska[7]
- The Rosie Project[8]

### Televisão
- Friends with Benefits (2011)